# Barbara Barend
Barbara Barend (Amsterdam, 30 juni 1974) is een Nederlandse sportjournaliste, uitgever en presentatrice van sportprogramma's.

## Loopbaan
In haar jeugd voetbalde ze bij het Nederlands elftal voor speelsters onder de 15 jaar. Door een knieblessure moest ze met voetbal stoppen. Barend studeerde van 1992 tot 1996 in de Verenigde Staten aan de University of Texas San Antonio. Ze kreeg daarvoor een zogenaamde tennisbeurs. Ze volgde de studie Bedrijfskunde en studeerde cum laude af. Barend deed in de Verenigde Staten ook haar eerste journalistieke ervaring op. Voor het jongensblad Webber interviewde ze onder anderen Michael Jordan, Magic Johnson en Rik Smits.
Na haar terugkeer begon ze columns te schrijven voor Het Parool, De Groene Amsterdammer en Radio Noord-Holland. Van 1999 werkte ze als presentatrice en eindredacteur bij de Amsterdamse stadzender AT5. In 2002 maakte ze de overstap naar de Tros en presenteerde het programma Zappsport. In dezelfde tijd was ze jurylid voor de BNN-serie Komt dat Schot. In 2005 ging Barend werken bij RTL Sport en presenteerde onder andere het programma VI. In dezelfde tijd schreef ze columns voor het dagblad DAG. Sinds 2007 vulde ze ook de rubriek Voetbalvrouwen in Voetbal International.
De komst van Barend naar VI was niet geheel zonder discussie. Sommige kijkers verweten haar een gebrek aan voetbalkennis en een voorliefde voor de Amsterdamse voetbalclub Ajax.
Ook vaste gast Johan Derksen ergerde zich gaandeweg steeds meer aan Barend. In twee interviews gaf hij zijn ongezouten mening. Zo zei hij in een interview met Radio Rijnmond dat zij in het programma 'overbodig' was. Het was in ditzelfde interview dat Derksen Barend de 'lesbische dochter van Frits Barend' noemde.
In een ander interview verweet Derksen Barend dat ze geen goede discussieleidster was, omdat 'ze zelf heel graag mee wil kwekken'. Ook Barends voorliefde voor Ajax bleef bij Derksen niet onopgemerkt: "Ze moet alleen nog ontdekken dat er ook buiten Amsterdam wordt gevoetbald. Als het over Ajax gaat, moet je een dweiltje op haar stoel leggen, want dan wordt ze vreselijk opgewonden. Maar andere clubs zeggen haar kennelijk niet zoveel." Als tegenreactie zei ze in een interview: "Ik vind de uitspraken een beetje zielig en verder wil ik er geen tijd aan verspillen. Ik hecht alleen waarde aan de mening van mensen die ik belangrijk vind."
In 2009 lanceerde Barend samen met haar vader het blad Helden, een sportglossy dat zich richt op mensen in de leeftijd van 25 tot 50 jaar. Ook presenteerde ze samen met hem het programma Barend & Barend bij zender Het Gesprek. Sinds datzelfde jaar is zij ook werkzaam bij het programma Eredivisie Live. In 2010 was ze te zien in Wie is de Mol?. Dit was voor haar na vier afleveringen voorbij. In 2010 en 2011 was het programma Barend & Barend te zien bij RTL 7. Ze is een van de verslaggevers van Fox Sports Eredivisie. Tussen 2016 en 2018 was Barend regelmatig te zien als sportdeskundige in RTL Boulevard. In 2019 was Barend te zien in het programma 6 Inside als sport insider. 
In 2018 bracht Barend samen met Marlies van Cleeff het kinderboek Dromen van succes uit. Dit werd met de Hotze de Roosprijs 2019 bekroond.
Barend is mede-initiatiefnemer van HERA United, een voetbalclub voor, door en van vrouwen.

## Privéleven
Barbara Barend is een dochter van journalist en presentator Frits Barend en in de verte familie (in de vijfde graad) van Sonja Barend. In 2010 trouwde ze met haar vriendin.

## Onderscheiding
Op 9 mei 2018 ontving Barend de Jillis Bruggeman Penning als blijk van erkentelijkheid voor haar inzet bij het vergroten van de acceptatie van lhbt'ers, in het bijzonder vanwege haar afwijzing van geweld tegen lhbt'ers, bijvoorbeeld middels de door haar geïnitieerde landelijke hand-in-hand-actie naar aanleiding van de mishandeling van twee homo's die in Arnhem hand-in-hand over straat liepen.